# Piper fockei
Piper fockei är en pepparväxtart som beskrevs av Trel. & Yunck.. Piper fockei ingår i släktet Piper och familjen pepparväxter. Inga underarter finns listade i Catalogue of Life.